# Policitemia vera
La policitemia vera, anche nota come morbo di Osler-Vaquez o malattia di Di-Guglielmo, è una neoplasia mieloproliferativa cronica a carico delle cellule staminali del midollo osseo. Le cellule neoplastiche si dividono in modo incontrollato provocando un aumento totale delle cellule del sangue, soprattutto di eritrociti. Il nome policitemia è usato per indicare un aumento dei globuli rossi che è la caratteristica clinica della policitemia vera, anche se si può evidenziare un aumento modesto di leucociti e piastrine.

## Patogenesi
I meccanismi molecolari alla base della policitemia vera (PV) sono rimasti ignoti per molto tempo. È stato dimostrato che la maggior parte dei soggetti affetti, circa il 95%, porta una mutazione a carico di una protein tirosina-chinasi presente nelle cellule staminali chiamata Janus chinasi 2 (JAK2). Difatti nel 2005 è stata scoperta una mutazione attivatoria a carico di questa proteina in cui la posizione 617, recante un residuo di valina, è sostituita con l'amminoacido fenilalanina (V617F), tale mutazione è presente anche in una frazione minore di soggetti colpiti da trombocitemia essenziale e mielofibrosi primaria. Per queste patologie è stata individuata anche un'altra mutazione, quella a carico del gene codificante per il recettore della trombopoietina, denominato MPL, a livello del residuo di triptofano in posizione 515, che viene rimpiazzato dall'amminoacido leucina (W515L). A causa della mutazione, la chinasi JAK diventa "costitutivamente attiva": non ha bisogno dei soliti segnali extracellulari per la sua attivazione e allo stesso modo, è "resistente" ai segnali che dovrebbero portare alla sua naturale disattivazione.
Esistono, infine, dei casi in cui si ha trasmissione ereditaria della malattia: il difetto molecolare si ha carico dell'interazione tra l'ormone eritropoietina (EPO) e il suo recettore sulle cellule staminali. L'interazione ormone-recettore sarebbe più lunga del normale, così da riprodursi un'eccessiva stimolazione cellulare e conseguente esagerata proliferazione.

## Clinica
La PV di solito viene scoperta casualmente e anche in soggetti del tutto asintomatici. I sintomi più comuni:
- vertigini
- Cefalea
- Ulcera peptica[5]
- Artrite[6]
- Rossore accentuato del volto, da cui l'aggettivo rubra dal latino ruber che vuol dire rosso

Altri segni della malattia sono arrossamenti della cute, con dolore e formicolio (eritromelalgia), che migliora con l'assunzione di aspirina, e prurito che compare specialmente dopo un bagno. A causa dell'elevata densità sanguigna, un gran numero di soggetti può anche sviluppare una sindrome da ipercoagulabilità che può portare a trombosi a carico delle strutture cerebrali, cardiache, polmonari e degli arti inferiori.

## Trattamento e decorso
La forma di terapia più frequentemente usata in passato, e a volte anche oggi, sono i salassi, con cui si sottraggono periodicamente piccole quantità di sangue per riportare l'ematocrito verso la norma. I salassi non possono ovviamente rimuovere il problema che è di origine midollare, ma sono la via più veloce per evitare il rischio trombotico quando l'ematocrito indica dei valori soglia. Successivamente tutti i pazienti ricevono periodicamente farmaci atti a mantenere una bassa viscosità sanguigna quali aspirina, indobufene e ticlopidina.
La terapia farmacologica della PV è stata sempre molto palliativa. L'unico farmaco usato fino agli anni '70 era la fenilidrazina, dotata di potere emolitico poiché metabolizzata in un intermedio reattivo che genera perossido di idrogeno (acqua ossigenata). Il perossido è infatti il vero responsabile dell'emolisi dei globuli rossi indotta da questo farmaco.
Per lungo tempo l'altra opzione terapeutica è stata il fosforo radioattivo (P32) e, dagli anni '80 in poi, gli agenti alchilanti come il clorambucile. Un altro agente alchilante usato ancora oggi è il pipobroman, dotato di una certa selettività. È l'unico farmaco che assicura ai pazienti lunghe remissioni dalla malattia e può essere somministrato ad intervalli di tempo anche di molte settimane. Tuttavia questi agenti aumentano notevolmente il rischio di trasformazione leucemica della malattia che ha già una base mutazionale e pro-oncogenica di fondo.
Un'opzione più sicura è quella fornita dall'idrossiurea (HDU), una molecola molto semplice, ma molto particolare. Sebbene molto più sicura degli alchilanti, l'HDU ha lo svantaggio di dover essere somministrata più frequentemente. Studi più approfonditi indicano però che ha un potere leucemogeno decisamente inferiore agli agenti alchilanti, comunque non nullo.

## Inibitori della chinasi JAK2
Un'ultima speranza arriva dal potenziale impiego di molecole inibitrici specifiche per la chinasi JAK2. In natura simili molecole esistono già e sono state utilizzate in laboratorio per lo studio delle funzioni immunitarie. Un esempio è fornito dall'antibiotico isolato dalla herbimicina A, uno streptomicete (muffa), che è un generale inibitore delle tirosina chinasi che ha mostrato attività anche contro JAK2.
Trial clinici piuttosto recenti dimostrano l'efficacia del ruxolitinib nel trattamento della policitemia vera, essendo esso un inibitore piuttosto selettivo della via JAK2/STAT responsabile dell'amplificazione proliferativa delle cellule progenitrici mieloidi.
Alcuni inibitori sintetici usati in laboratorio hanno riportato attività inibitoria verso JAK2, quale la tirfostina B42 (o AG490) e l'esabromo-cicloesano (HBCX).
Dalla scoperta della mutazione V617F responsabile della PV e delle altre mielopatie croniche sono stati sviluppati lo SD-1008, il TG101209, il TG101348, il CP-690,550, lo Z3 e il LS104, tutti dotati di elevatissima specificità per la chinasi JAK2. Questi composti, sottoposti negli ultimi anni a sperimentazione clinica intensa, conferiscono una selettività di trattamento decisamente superiore ai farmaci correnti. Data tale selettività di azione, ci si attenderebbe che la somministrazione di queste molecole possa avvenire con lunghi intervalli di tempo tra un ciclo di terapia e l'altro. Un ulteriore vantaggio, a differenza dei farmaci attualmente impiegati,  sarebbe quello di una virtuale assenza di azione leucemogena.
Alcuni di questi, come il CP - 690,550, sono utilizzati con successo nel trattamento dell'artrite reumatoide, della colite ulcerosa e della psoriasi, che hanno alla base situazioni di tipo infiammatorio e autoimmune.